# Pietro Germi
Pietro Germi, (Gènova, Ligúria, Itàlia, 14 de setembre de 1914 - Roma, Laci, 5 de desembre de 1974) va ser un director de cinema, guionista, actor i productor italià.

## Biografia
Va començar la seva carrera d'actor el 1939 amb la pel·lícula Retroscenaen la qual va treballar també com a guionista. En el Centre experimental de Cinematografia va seguir un curs de direcció sota la tutela d'Alessandro Blasetti. El gran èxit internacional li va arribar en la dècada dels seixanta amb la pel·lícula Divorci a la italiana amb la que va obtenir nombrosos premis internacionals.

## Filmografia[2]

### Director
- 1946: Il Testimone
- 1947: Gioventù perduta
- 1949: In nome della legge
- 1950: Il Cammino della speranza
- 1951: Il Brigante di Tacca del Lupo
- 1951: La Città si difende
- 1952: La presidentessa
- 1953: Guerra 1915-18, esquetx d'Amori di mezzo secolo
- 1953: Gelosia
- 1956: Il Ferroviere
- 1958: L'uomo di paglia
- 1959: Un maledetto imbroglio
- 1961: Divorci a la italiana (Divorzio all'italiana)
- 1964: Sedotta e abbandonata
- 1966: Signore e signori
- 1966: L'Immorale
- 1968: Serafino
- 1970: Le Castagne sono buone
- 1972: Alfredo, Alfredo

### Guionista
- 1949: In nome della legge
- 1950: Il Cammino della speranza
- 1951: Il Brigante di Tacca del Lupo
- 1951: La Città si difende
- 1956: Il Ferroviere
- 1959: Un maledetto imbroglio
- 1961: Divorci a la italiana (Divorzio all'italiana)
- 1966: Signore e signori
- 1972: Alfredo, Alfredo
- 1975: Amici miei

### Actor
- 1956: Il Ferroviere: Andrea Marcocci
- 1958: L'uomo di paglia Andrea
- 1959: Un maledetto imbroglio de Pietro Germi
- 1960: Il Rossetto: Comissari Fioresi
- 1961: La viaccia, de Mauro Bolognini: Stefano

### Productor
- 1966: Signore e signori

## Premis i nominacions[3]

### Premis
- 1963: Oscar al millor guió original per Divorci a la italiana
- 1966: Palma d'Or per Signore e signori (ex æquo amb Un homme et une femme de Claude Lelouch)

### Nominacions
- 1951: Gran Premi (Festival de Canes) per Il cammino della speranza
- 1951: Lleó d'Or per La città si difende
- 1952: Lleó d'Or per Il brigante di Tacca del Lupo
- 1956: Palma d'Or per Il ferroviere
- 1958: Palma d'Or per L'uomo di paglia
- 1962: Palma d'Or per Divorci a la italiana
- 1963: Oscar al millor director per Divorci a la italiana
- 1964: Palma d'Or per Sedotta e abbandonata
- 1967: Palma d'Or per L'immorale